# 平良ヶ崎館
座標: 北緯40度24分46秒 東経141度16分38秒 / 北緯40.41282028164度 東経141.277155928度
平良ヶ崎館（へらがさきだて）、または平良ヶ崎城（へらがさきじょう）は、青森県三戸郡南部町にあった日本の城。南部町指定史跡。

## 概要
平良ヶ崎城は中世の平城で糠部（三戸）五ヶ城の一つで、三戸城の北4キロメートルに位置する、南部町沖田面字南古館に所在した。かっては南部中学校敷地であったが現在は移転して更地となっている。
この地は高山峠を越え、浅水を経て五戸方向に通じる道と八戸方向に通じる道との分岐点である。高山峠から南方に延びる丘陵端を空堀で切断している。

## 歴史・沿革
南部氏が建久2年（1191年）の糠部入部の際、三戸相内の観音堂で年を越えたが手狭な相内館に長くとどまらず、翌、建久3年（1192年）、初代南部三郎光行により築城し移って政庁が置かれた。